# Margrethe Vestager
Margrethe Vestager (Glostrup, 13 aprile 1968) è una politica danese.
Dal 2014 al 2024 è stata commissario europeo per la concorrenza.

## Biografia
Figlia di due pastori luterani, Hans Vestager e Bodil Hjo, studiò all'Università di Copenaghen, conseguendo la laurea in economia nel 1993. All'età di ventuno anni entrò nel consiglio centrale e nel comitato esecutivo del partito. Membro del Folketing dal 20 novembre 2001, il 15 giugno 2007 è stata eletta capogruppo del partito. Il 3 ottobre 2011 è stata nominata vice-primo ministro e ministro dell'economia e dell'interno nel governo presieduto da Helle Thorning-Schmidt. Il 31 agosto 2014, designata dal governo danese come commissario europeo della Danimarca, è stata nominata commissario europeo per la concorrenza nella commissione Juncker. Come il suo predecessore, Joaquín Almunia, da allora Vestager si è concentrata su casi di aiuti di Stato.
Nel giro di pochi mesi ha mosso con maggior decisione rispetto ai suoi predecessori accuse antitrust contro Google (indagine già aperta nel 2010 da Almunia) decidendo una multa di 2,3 miliardi per abuso della propria forza di mercato e poi anche per come userebbe Android, il sistema operativo mobile, per tagliare fuori altri motori di ricerca. Avvia indagini sugli affari fiscali di Fiat, Starbucks, Amazon (richiesta di versare in Lussemburgo tasse per 250 milioni), e Facebook (multa di 110 milioni per avere ingannato Bruxelles nell'acquisto di WhatsApp). Nel 2014 ha avviato anche un procedimento nei confronti di Gazprom, uno dei principali fornitori di gas in Europa, in merito alle accuse di violazione delle norme antitrust dell'UE creando ostacoli artificiali agli scambi con otto paesi europei: Estonia, Lettonia, Lituania, Polonia, Repubblica Ceca, Slovacchia, Ungheria e Bulgaria.
Nel gennaio 2015 Vestager ha ordinato a Cyprus Airways di rimborsare oltre sessantacinque milioni di euro di aiuti di Stato illegali ricevuti nel 2012 e 2013 come parte di un pacchetto di ristrutturazione; di conseguenza, Cipro ha sospeso le operazioni presso la sua compagnia di bandiera, causando perdite di 550 posti di lavoro. Il 29 agosto 2016, dopo un'indagine dell'UE durata due anni, Vestager ha annunciato che Apple ha ricevuto indebiti benefici fiscali dall'Irlanda. La Commissione ha ordinato alla Apple di rimborsare 13 miliardi di euro, più gli interessi, in imposte non pagate all'Irlanda per il periodo 2004-2014. Dopo molta resistenza sia dal governo irlandese, sia dalla multinazionale americana, Apple ha pagato nel 2018 un totale di 14,3 miliardi per chiudere il caso. Il governo irlandese, però, ha dichiarato che avrebbe tenuto i soldi versati da Apple in un fondo separato fino alla conclusione del ricorso contro il provvedimento che era stato presentato alla Commissione Europea.
Nel marzo 2017 ha annunciato la posizione contraria della Commissione europea alla fusione tra la Borsa di Francoforte (Deutsche Börse) e la Borsa di Londra (London Stock Exchange). Nel luglio 2017 una multa di 2,7 miliardi di dollari contro Alphabet (precedentemente Google) è stata decisa sulla base della richiesta della Commissione Europea secondo cui Google avrebbe violato le norme antitrust. Questa multa è stata successivamente impugnata. Nell'ottobre 2017 Vestager ha ordinato ad Amazon di pagare € 250 milioni di tasse arretrate e, nel gennaio 2018, sotto la sua guida, la Commissione Europea ha multato Qualcomm per 997 milioni di euro per aver presumibilmente abusato della sua posizione dominante sul mercato dei chipset LTE. Nel 2019 il Presidente dell'Abi Antonio Patuelli ha invitato Vestager a dare le dimissioni, in conseguenza del giudizio della Corte di Giustizia dell'Unione Europea che ha stabilito che i fondi concessi dal Fondo interbancario per il salvataggio di Banca Tercas nel 2014 non rappresentavano aiuto di stato, al contrario di quanto sostenuto dall'Antritrust UE e dalla Vestager in particolare. .

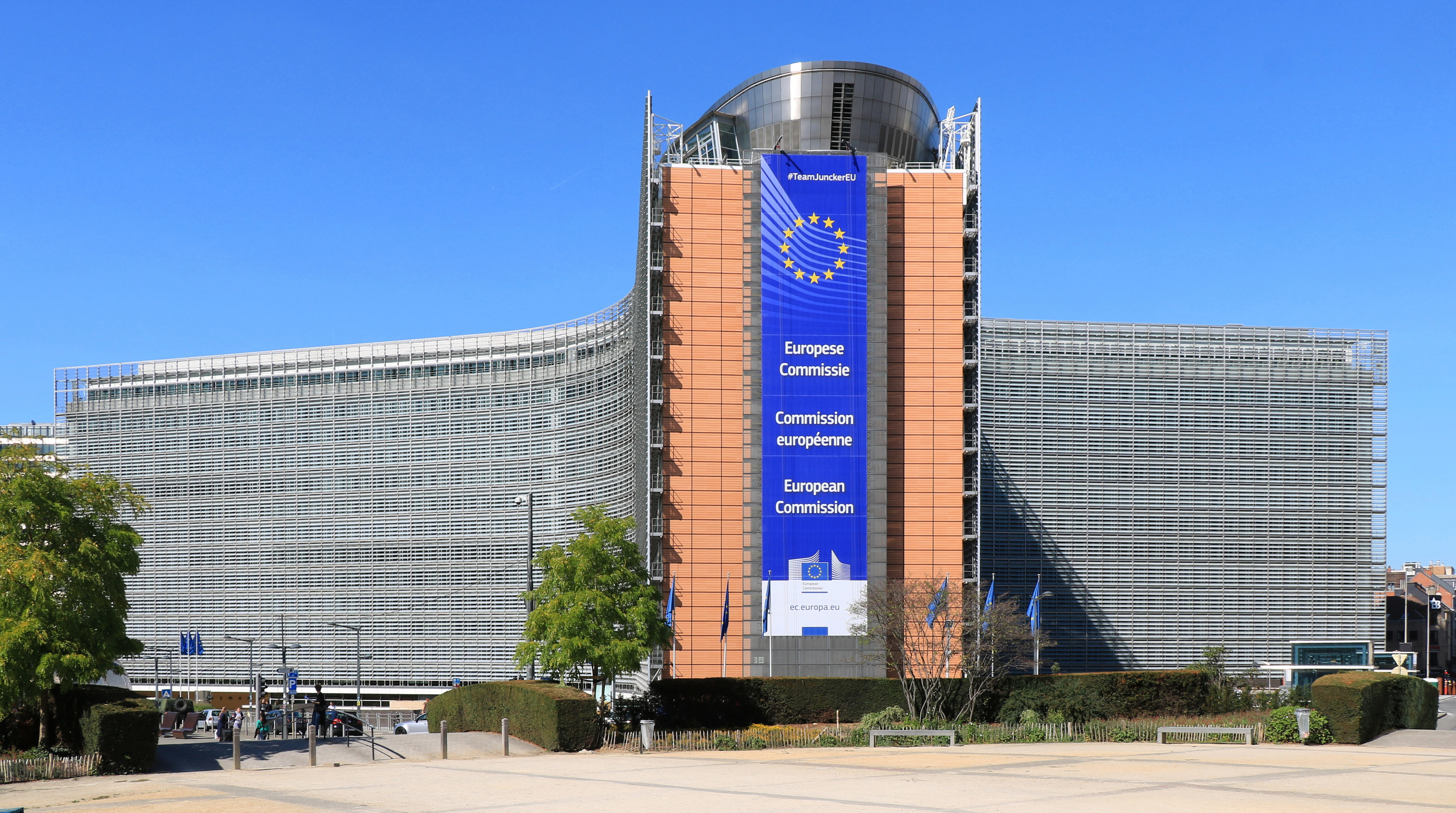
Sede de la Commissione Europea à Bruxelles.

Il 15 maggio 2023, a seguito delle dimissioni della commissaria Marija Gabriel, ha assunto ad interim anche il portafoglio per l'innovazione e la ricerca.

## Vita privata
Sposata con Thomas Jensen, professore di matematica e filosofia che fa corsi di recupero per adulti, è madre di tre figlie. Ha ispirato il personaggio principale di Borgen, una serie televisiva danese in dieci puntate trasmessa per la prima volta nel 2010 e in cui la protagonista cerca di destreggiarsi tra la vita familiare e la politica.

## Premi
Nel 2016 riceve il Women of Europe Awards, nella categoria "Woman in Power".